# Litewskie Bataliony Budowlane
Litewskie bataliony budowlane (niem. Litauische Bau-Bataillonen) − pomocnicze oddziały budowlane złożone z Litwinów podczas II wojny światowej.
Po zajęciu Litwy przez wojska niemieckie latem 1941, Litwini współpracowali z okupantami. Wśród różnych oddziałów sformowanych na Litwie były Litewskie Bataliony Budowlane. Powstały one na bazie mniejszych oddziałów budowlanych, utworzonych w kwietniu-maju 1943 r. Niemcy zgrupowali je w pięć batalionów (szósty batalion prawdopodobnie nie został sformowany do końca). Liczyły one po ok. 600 ludzi. Składały się z trzech kompanii budowlanych i jednej kompanii transportowej (transport konny). Na czele batalionów stali byli oficerowie armii litewskiej.
Bataliony były przydzielone do niemieckich oddziałów saperskich Grupy Armii "Północ". Ich zadaniami było budowanie dróg i linii kolejowych oraz różnego rodzaju umocnień obronnych. Początkowo nie były one uzbrojone, ale z powodu rosnącego zagrożenia przez partyzantów Litwini otrzymali lekką broń strzelecką i maszynową do obrony.
W maju 1944 bataliony zostały przekształcone w saperskie bataliony Wehrmachtu, pod dowództwem niemieckich oficerów. W każdym batalionie pozostawiono tylko 1 litewskiego oficera łącznikowego.

## Litewskie bataliony budowlane
- Litauische Bau-Bataillon I - d-ca płk Kazys Pranckonis
- Litauische Bau-Bataillon II - d-ca płk Vladas Strimavičius (Strimas), mjr Aleksandras Milaševičius
- Litauische Bau-Bataillon III - d-ca mjr Simas Narušis
- Litauische Bau-Bataillon IV - d-ca mjr Juozas Černius
- Litauische Bau-Bataillon V - d-ca mjr Stepas Nagrodskis
- Litauische Bau-Bataillon VI (prawdopodobnie nie sformowany do końca)